# Fijizanger
De fijizanger (Cincloramphus rufus synoniemen: Megalurulus rufus; Trichocichla rufa) is een bedreigde endemische zangvogel uit de familie Locustellidae. De vogel werd in 1890 door  Anton Reichenow geldig beschreven.

## Kenmerken
De vogel is 7 cm lang. Het is een schuwe, onopvallende insecteneter, die warm bruin gekleurd is van boven, met een brede, zilverkleurige wenkbrauwstreep. Van onder is de vogel wit tot vuilwit, maar de flanken zijn weer roestbruin. Dit roestbruin gaat geleidelijk over in wit op de onderbuik. De vogel heeft een relatief lange staart en lange poten, die blauwachtig gekleurd zijn en een relatief korte, zwarte snavel.

## Verspreiding en leefgebied
Deze soort is endemisch op Fiji en telt twee ondersoorten:
- C. r. rufus: Viti Levu.
- C. r. cluniei: Vanua Levu.

Het leefgebied bestaat uit oud bos in rotsig terrein op 80 tot 800 m boven zeeniveau in de buurt van beekjes. De vogel wordt vaak aangetroffen in gebied waar pioniervegetatie opslaat, na aardverschuivingen. De vogel foerageert grotendeels op de bodem in de vegetatie.

## Status
De fijizanger heeft een beperkt verspreidingsgebied en daardoor is de kans op uitsterven aanwezig. De grootte van de populatie werd in 2017 door BirdLife International geschat op 50 tot 250 volwassen individuen en de populatie-aantallen nemen af door predatie door de invasieve soorten predatoren zoals zwarte rat (Rattus rattus) en de Indische mangoeste (Herpestes javanicus auropunctatus). Het kappen van bos op zichzelf hoeft niet te leiden tot habitatverlies, maar verhoogt wel de kans op de introductie van predatoren in het leefgebied. Om deze redenen staat deze soort als bedreigd op de Rode Lijst van de IUCN.